# أورخومينوس (بويوتيا)
أوركومينوس (Ορχομενός) هي مدينة في فويوتيا في مقاطعة كينتريكي إلادا في اليونان.